# Юркунас, Андрюс
Андрюс Юркунас (лит. Andrius Jurkūnas; родился 21 мая 1976 года) ― бывший литовский профессиональный баскетболист, ныне тренер.

## Баскетбольный игрок
Андрюс Юркунас с 1995 по 2000 год учился в Клемсонском университете (городе Клемсон, штат Южная Каролина), тогда же играл в университетской команде Клемсон Тайгерс.
Затем Юркунас перешёл в клуб Жальгирис города Каунас, где он играл в течение полутора сезонов. В 2002 году он перешёл в клуб варшавский клуб Полония. После сезона 2001-2002 года, он подписал контракт с берлинским Альба; однако, сразу же покинул его после прохождения медицинского обследования. Затем он выступал за Хапоэль из Иерусалима, Астория Быдгощ и Ирони Ашкелон. В 2004 году подписал контракт с Дорнбирн Лайонс. С 2005 по 2009 год он играл в составе Сольноки Олай. Закончил свои выступления, играя в Саванорис Алитус и в ТиуМенас-Эжерунас Молетай.

## Тренер
Закончив выступать, Юркунас продолжил спортивную карьеру в качестве одного из тренеров клуба Сольноки Олай.

## Сборная Литвы
Юркунас был членом литовской сборной, игроки которой были удостоены бронзовых медалей на Олимпийских играх 1996.